# منظمة الإغاثة الإسلامية
منظمة الإغاثة الإسلامية منظمة دولية إنسانية خيرية غير حكومية تعمل في مجال الإغاثة العاجلة والطوارئ والتنمية في 50 دولة حول العالم. منذ نشأتها، تسعى الإغاثة الإسلامية لمحاربة الفقر وخدمة الفئات المهمشة والفقيرة بغض النظر عن العرق والانتماء السياسي والنوع الاجتماعي والدين.
تأسست في العام 1984 في مدينة برمنغهام في بريطانيا. لديها عدد من المكاتب الميدانية والشركاء والفروع المسجلة المنتشرة في 50 دولة. في العام 2017، بلغ إجمالي الدخل 126 مليون جنيه استرليني. وتعتبر أكبر منظمة دولية خيرية مستقلة مرجعيتها مستوحاة من القيم الإنسانية الإسلامية.
تعمل المنظمة بشكل أساسي في مجال الإغاثة العاجلة والطوارئ والجهوزية للطوارئ وتنمية الشعوب الفقيرة لتحسين وصولها لسبل عيش مستدامة، وفي الرعاية الصحية والتعليم والمياه والصرف الصحي وتمكين الفقراء والمهمشين.
الإغاثة الإسلامية عبر العالم عضو في المجلس الاقتصادي والاجتماعي للأمم المتحدة، وضمن المُوقعين على ميثاق سلوك المهنة لمنظمة الصليب الأحمر الدولية والهلال الأحمر وإغاثة الكوارث التابعة للمنظمات غير الحكومية. كما أنها عضو معترف به في المنظمات التنموية البريطانية غير الحكومية العاملة في الخارج. وهي عضو في لجنة الكوارث والطوارئ (DEC) إلى جانب 14 منظمة خيرية في بريطانيا.
تعتبر الإغاثة الإسلامية شريك في مركز المجتمع المدني الدولي وهو منصة عمل عالمية، وعضو منتسب في ميثاق المساءلة للمنظمات الدولية غير الحكومية.
وللمنظمة شركاء رئيسيين هم منظمة الغذاءالعالمي، البنك الإسلامي للتنمية، المفوضية السامية للأمم المتحدة لشؤون اللاجئين، مكتب الأمم المتحدة لتنسيق الشؤون الإنسانية، المفوضية الأوروبية، وزارة التنمية الدولية، برنامج الأمم المتحدة الإنمائي، منظمة التعاون الإسلامي، الوكالة السويدية للتنمية الدولية، المؤسسة الخيرية الملكية، START Network، أيادي الخير نحو آسيا، والوكالة الكاثولوكية للتنمية الخارجية.
وتشارك الإغاثة الإسلامية في التحالف العالمي للقضاء على الفقر Make Poverty History وهي حملة للقضاء على الفقر المدقع، وتحالف Beyond 2015 والذي يهدف للتأثير على الإطار التنموي والذي سيحل محل الأهداف الإنمائية الألفية.
وقد وقعت الإغاثة الإسلامية مذكرة تفاهم مع الاتحاد اللوثري العالمي للتعاون في العمل الإنساني، وأسست شراكة مع الإتحاد الأفريقي للقضاء على مشكلة الفقر المزمن هناك.
وتعتبر المنظمة الراعي الأساسي لفاعلية «الأسبوع الخيري» الذي يعتبر أكبر فاعلية ينظمها ويقوم بها الطلاب على مستوى العالم.

## الرؤية والرسالة
رؤية ورسالة الإغاثة الإسلامية:
"الإسلام هو مرجعيتنا، نعمل من خلاله على تحقيق عالم مليئ بالتكافل، ونسعى لتمكين المجتمعات الفقيرة، والوفاء بالالتزامات المجتمعية ونستجيب فيه لمعاناة الآخرين.
تعمل الإغاثة الإسلامية مع المجتمعات المحلية لتعزيز قدرتها على مقاومة الكوارث، وتساعد الفقراء على الوصول إلى الخدمات الأساسية، ومعالجة الأسباب الجذرية للفقر وسوء المعيشة."

## الأهداف
حسب إستراتيجية الإغاثة الإسلامية عبر العالم 2017-2021، تمثلت أهداف المنظمة فيما يلي:
1.الحد من الآثار الإنسانية للصراعات والكوارث الطبيعية
2.تمكين المجتمعات للخروج من دائرة الفقر والهشاشة
3.حشد الموارد البشرية والمادية لدعم عملنا
4.تقوية اتحاد الإغاثة الإسلامية

## القيم
وفقاً للاستراتيجية العامة للإغاثة الإسلامية 2017-2021، فإن قيم الإغاثة الإسلامية مستوحاة من قيم القرآن الكريم وتعاليم السنة النبوية المطهرة. وتتمثل قيم الإغاثة الإسلامية بما يلي:
الإخلاص (sincerity)، الاحسان (excellence)، الرحمة (compassion)، العدل (social justice)، الأمانة (custodianship).

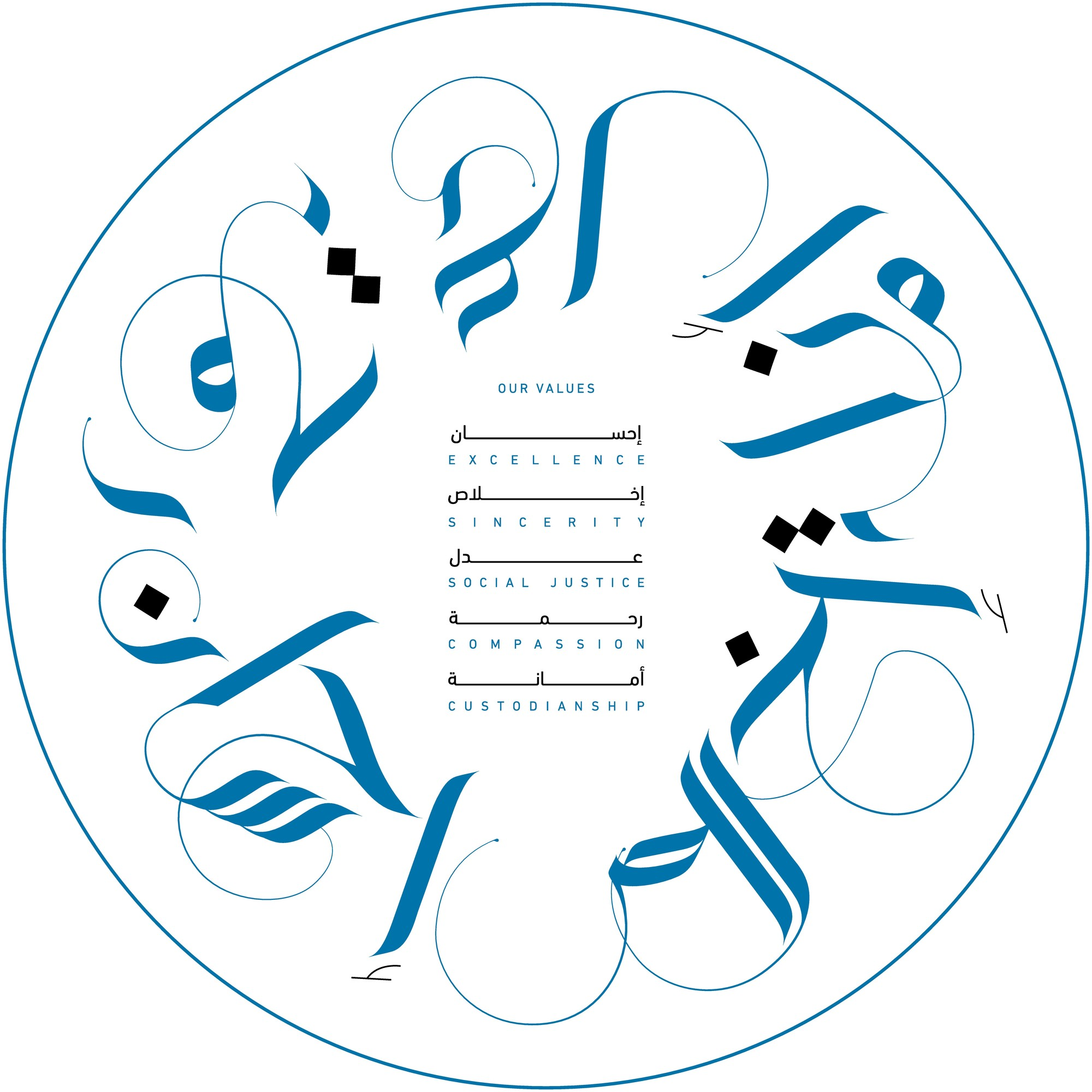
قيم الإغاثة الإسلامية عبر العالم

## تاريخ الإغاثة الإسلامية
دفعت المجاعة في القرن الإفريقي الطلاب في جامعة برمنجهام من بينهم الدكتور هاني البنا والعديد من المتطوعين إلى تأسيس منظمة الإغاثة الإسلامية في العام 1984. وتم إطلاق نداء من أجل أفريقيا وجمعت التبرعات من المنازل. وكان أول مبلغ تم التبرع به 20 بنس استرليني.
تحظى الإغاثة الإسلامية بدعم مجتمعي كبير على مدار 35 عاماً على إنشائها. وكبرت أسرة الإغاثة الإسلامية من خلال جهود العديد من المنظمات التابعة لها التي تجمع الأموال والتبرعات في أوروبا وأمريكا وأستراليا وغيرها.
في 2017، بلغ إجمالي دخل الإغاثة الإسلامية 126 مليون جنيه استرليني من تبرعات فردية أو من خلال تمويل مؤسسات دولية مثل وزارة التنمية الدولية البريطانية وزارة التنمية الدولية ومنظمات الأمم المتحدة والوكالة الأمريكية للتنمية الدولية USAID وغيرها من الشركاء.
وحيث أن المنظمة تستمد هداها من القيم الإنسانسة الإسلامية، فإنها لا تعمل فقط مع المجتمعات المسلمة، لكن خدماتها تصل للمجتمعات غير المسلمة حول العالم. سجلت المنظمة في هيئة الأعمال الخيرية البريطانية اللجنة الخيرية لإنجلترا وويلز ‏ في 1989 واستمرت في العمل كونها منظمة مستقلة غير سياسية وغير حكومية.

## البرامج الإنسانية
على مدار 35 عاماً، تسعى الإغاثة الإسلامية للحد من أثر الصراعات والكوارث الطبيعية من خلال الاستجابة للأزمات الإنسانية حول العالم. من أجل ذلك، فإنها تركز على الاستجابة السريعة وتوفير الإغاثة العاجلة وتوفير الحماية للمهمشين. كما أنها تساعد المجتمعات في الجهوزية للكوارث والصمود بشكل أكبر أمامها، وتؤثر المنظمة في برامج الحد من المخاطر الحكومية.
تتضمن تدخلات الإغاثة الإسلامية الطارئة طوال ال35 عاماً توفير مساعدات طارئة أثناء الحروب في البوسنة وكوسوفو في التسعينات، بالإضافة لتقديم المساعدات الطبية أثناء الحروب في أفغانستان والعراق، وإدارة مخيمات اللاجئين في دارفور والسودان. كما استجابت للكوارث الطبيعية منها تسونامي آسيا 2004 وزلزال كشمير 2005 والجفاف في القرن الأفريقي.
في الوقت الحالي ومن خلال حملات الإغاثة العاجلة، تقدم المنظمة الدعم ل2.5 مليون شخص معرضين لخطر المجاعة والمرض في اليمن، وتساعد المجتمعات الفقيرة المتضررة من العنف الدائر في ميانمار، وإيصال المعونات ل1.4 مليون سوري تضرروا بفعل الحرب في سوريا. ففي محافظة إدلب، لم تتوان الإغاثة الإسلامية عن تقديم المساعدات العاجلة، علماً أنها واحدة من القليل من المنظمات الخيرية التي تقدم مساعدتها هناك.
علاوة على ما سبق، تطلق الإغاثة الإسلامية حملات موسمية سنوية منها حملة رمضان لجمع الزكاة ولتوزيع الطرود الغذائية وحملة الأضاحي لتوزيعها على ملايين الفقراء حول العالم وحملة الشتاء وحملات دخول المدارس.

## البرامج التنموية
تهدف برامج الإغاثة الإسلامية التنموية إلى تمكين المجتمعات المحلية لتصبح مكتفية ذاتيًا، والعمل على تحسين القدرة الاقتصادية والاجتماعية والمادية لها والخروج من دائرة الفقر والهشاشة. وتعتمد البرامج التنموية بشكل رئيسي على توفير استدامة طويلة الأمد من خلال التكيف مع ظروف التغير المناخي، ودعم سبل العيش عبر تقديم قروض التمويل الإسلامي الصغيرة. علاوة على ذلك تقدم “الإغاثة الإسلامية” الدعم للأيتام والأرامل من خلال برنامج كفالة الأيتام.
في 2001، أسست الإغاثة الإسلامية برامج الوقف كوسيلة من وسائل التبرع على نظام الوقف الإسلامي.
في 2006، وقعت الإغاثة الإسلامية اتفاقية برنامج الشراكة مع وزارة التنمية الدولية البريطانية وزارة التنمية الدولية مما يعد إعترافًا بقدرة المنظمة على إنجاز الأهداف الإنمائية للألفية. وتتماشى الأهداف الاستراتيجية الحالية للمنظمة مع أهداف التنمية المستدامة (SDGs).
لا يزال تاريخ الإغاثة الإسلامية حافلاً، ففي 2017، أظهرت التقارير أنها قدمت الدعم ل 4.3 مليون شخص في 34 دولة من خلال برامجها التنموية.
```
في ذات العام، حصل 16,500 شخص على قروض التمويل الصغير لتحسين سبل العيش، وتحسين وصول وحصول 48,000 شخص على التعليم، وتحسين الدعم والأمن الغذائي طويل الأمد ل208,000 شخص، وتقديم خدمات الرعاية الصحية والمياه والصرف الصحي لما يزيد عن 900,000 شخص. 
```

شهد عام 2017 أيضاً التعاون مع المنبر المشترك بين الأديان في جمهورية أفريقيا الوسطى من خلال برنامج بناء السلام، مع خدمات الإغاثة الكاثوليكية، ومنظمة الرؤية العالمية، وصندوق الأيغيس. استفاد من البرنامج بشكل مباشر أكثر من 2,000 شخص من خلال تحسن الترابط الاجتماعي والأمن المعيشي لديهم.

## المناصرة وحملات التوعية
في أغسطس 2015، أطلقت الإغاثة الإسلامية الإعلان الإسلامي حول تغير المناخ مع منظمة GreenFaith والمؤسسة الإسلامية للحفاظ على البيئة (IFEES)، يدعو الإعلان جميع الدول المهتمة إلى تحمل القسط الأكبر من المسؤولية ولعب دوراً فاعلاً على كافة المستويات المحلية والوطنية والدولية في مواجهة تغير المناخ. كما يدعو القيادات الإسلامية في كافة أنحاء العالم إلى إيلاء مزيداً من الإهتمام لمسؤولياتهم الاجتماعية والبيئية. تم إطلاق الإعلان في الندوة الدولية الإسلامية حول تغير المناخ في إسطنبول، وتم عرضه في مؤتمر الأمم المتحدة حول التغير المناخي في باريس المعروف باسم (COP 21). في 2017، نفذت الإغاثة الإسلامية 50 مشروعاً في جميع أنحاء العالم في إطار الجهود المبذولة في مواجهة تغير المناخ.
في 2018، أطلقت الإغاثة الإسلامية إعلان إسلامي للعدالة بين الجنسين في مؤتمر لجنة الأمم المتحدة المعنية بوضع المرأة (CSW62) المنعقد في نيويورك. أطلق الإعلان دعوة عالمية للعمل بشأن تحقيق العدالة بين الجنسين من وجهة نظر إسلامية، فيما دعت الإغاثة الإسلامية إلى التعامل مع التمييز والعنف الممارس ضد النساء والفتيات في المجتمعات المسلمة. وجرت المشاورات حول الإعلان بين القادة الدينيين والمنظمات غير الحكومية والأمم المتحدة والجماعات الشعبية. يعتبر الإعلان جزءاً من الدور الذي تلعبه الإغاثة الإسلامية في القضايا المتعلقة بالعدالة بين الجنسين منها القضاء على الزواج القسري والعنف الأسري.

## المنظمات والهيئات التابعة للإغاثة الإسلامية
-الأكاديمية الإنسانية للتنمية
عرفت سابقاً باسم أكاديمية الإغاثة الإسلامية. ثم أعيد إطلاقها مرة أخرى في 2018 تحت اسم الأكاديمية الإنسانية للتنمية كمركز للتعليم والبحث لتعم الفائدة في القطاع الإنساني.

## العضويات والشراكات الرئيسية
الإغاثة الإسلامية عبر العالم عضو في المجلس الاقتصادي والاجتماعي للأمم المتحدة، وضمن الموقعين على ميثاق سلوك المهنة لمنظمة الصليب الأحمر الدولية والهلال الأحمر وإغاثة الكوارث التابعة للمنظمات غير الحكومية. كما أنها عضو معترف به في المنظمات التنموية البريطانية غير الحكومية العاملة في الخارج. وهي عضو في لجنة الكوارث والطوائ (DEC) إلى جانب 14 منظمة خيرية في بريطانيا.
تعتبر الإغاثة الإسلامية شريك في مركز المجتمع المدني الدولي وهو منصة عمل عالمية، وعضو منتسب في ميثاق المساءلة للمنظمات الدولية غير الحكومية. وفي 2017، حصلت على شهادة المعايير الإنسانية الأساسية.
في تقريرها السنوي للعام 2017، وضعت الإغاثة الإسلامية قائمة بأسماء شركائها الأساسيين وتضم القائمة:
Age International، الاتحاد الأفريقي، بيت الزكاة، الوكالة الكاثولوكية للتنية الخارجية، الاتحاد السويسري، وزارة التنمية الدولية البريطانية، لجنة الكوارث والطوائ (DEC)، المفوضية الأوروبية، Finn Church Aid, الهيئة الخيرية الإسلامية العالمية، جمعية الهلال الأحمر العراقي، البنك الإسلامي للتنمية، الهيئة الخيرية الأردنية الهاشمية، منظمة التعاون الإسلامي، فيليبس، أيادي الخير نحو آسيا، جمعية الشيخ عبد الله النوري الخيرية، الوكالة السويدية للتنمية الدولية (Sida)، START Network ، الاتحاد اللوثري العالمي، برنامج الأمم المتحدة الإنمائي، المفوضية السامية للأمم المتحدة لشؤون اللاجئين، برنامج الأغذية العالمي للأمم المتحدة، هيئة الأمم المتحدة للمرأة، الوكالة الأمريكية للتنمية الدولية، الرؤية العالمية.

## مكاتب الإغاثة الإسلامية وشركاؤها حول العالم

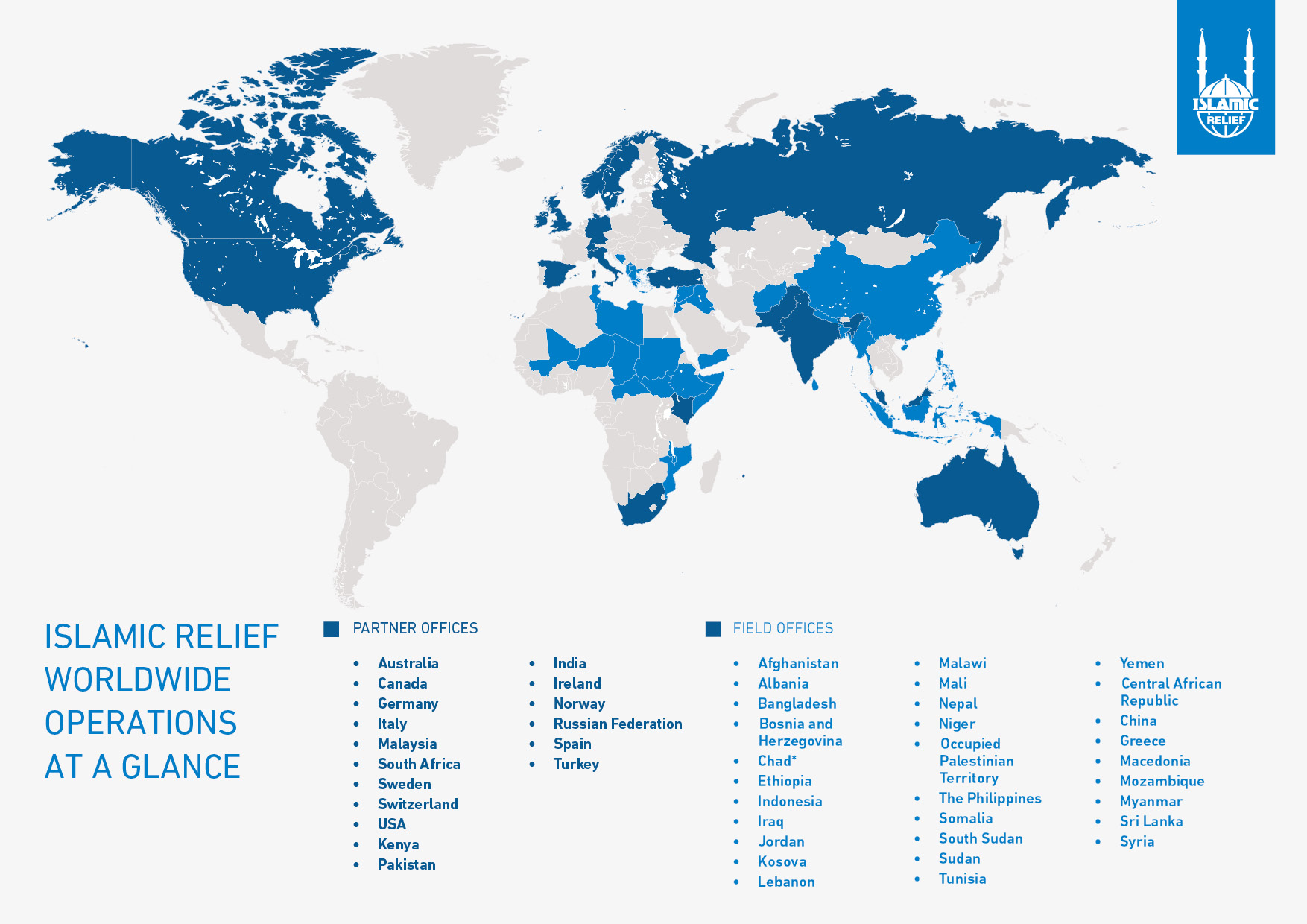
توضح مكاتب الاغاثة الاسلامية وشركائها حول العالم

المكاتب الشريكة (مسجلة كهيئات قانونية مستقلة)
•أستراليا
• بلجيكا
• كندا
• ألمانيا
• إيطاليا
• ماليزيا
• هولندا
• لنرويج
• جنوب أفريقيا
• إسبانيا
• السويد
• سويسرا
• الولايات المتحدة الأمريكية

## مقالات ذات صلة
- قائمة المنظمات الدولية غير الحكومية

## وصلات خارجية
- الموقع الإلكتروني الرسمي علي الويب
- في حوار مع الجزيرة نت: البنا: رسخنا منظومة جديدة في العمل الخيري، الجزيرة نت، 22 مايو 2009م